# Dingshan (köpinghuvudort i Kina, Jiangxi Sheng, lat 29,82, long 116,41)
Dingshan är en köpinghuvudort i Kina. Den ligger i provinsen Jiangxi, i den sydöstra delen av landet, omkring 140 kilometer norr om provinshuvudstaden Nanchang. Antalet invånare är 15 504. Befolkningen består av 7 640 kvinnor och 7 864 män. Barn under 15 år utgör 22,0 %, vuxna 15-64 år 69 %, och äldre över 65 år 7,0 %.
Runt Dingshan är det tätbefolkat, med 257 invånare per kvadratkilometer. Närmaste större samhälle är Fuxing, 9,1 km norr om Dingshan. Trakten runt Dingshan består till största delen av jordbruksmark.
Genomsnittlig årsnederbörd är 2 094 millimeter. Den regnigaste månaden är maj, med i genomsnitt 371 mm nederbörd, och den torraste är januari, med 69 mm nederbörd.